# Ryan Cochran-Siegle
Ryan Cochran-Siegle (* 27. März 1992 in Burlington, Vermont) ist ein US-amerikanischer Skirennläufer. Der zweifache Juniorenweltmeister des Jahres 2012 startet in allen Disziplinen. Er ist der Sohn von Barbara Ann Cochran, Olympiasiegerin im Slalom 1972, und der Cousin von Jimmy Cochran sowie Jessica, Tim und Robby Kelley, die ebenfalls Skirennläufer waren.

## Biografie

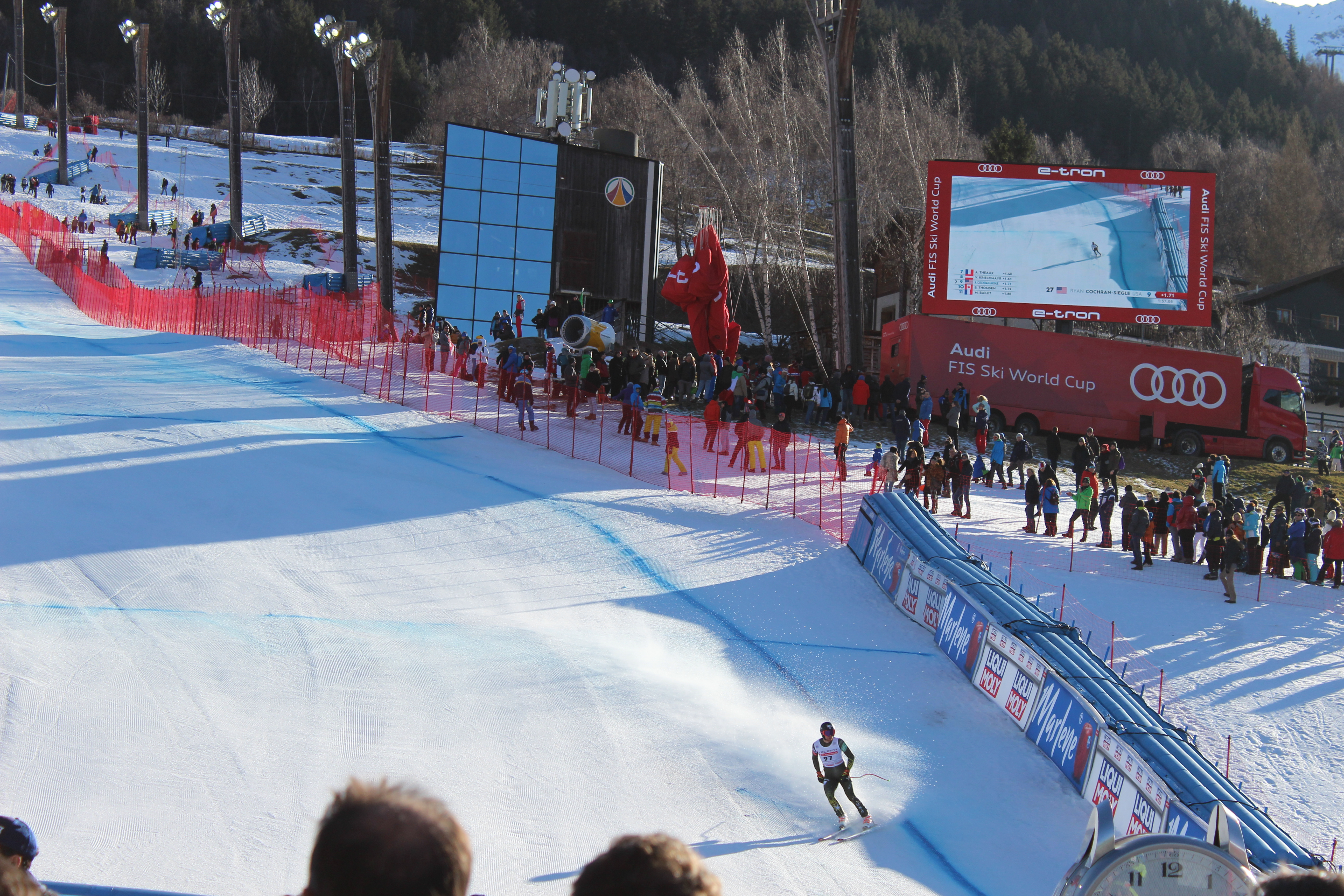
Ryan Cochran-Siegle in Bormio 2019

Seit Dezember 2007 startet Cochran-Siegle in FIS-Rennen, der erste Sieg gelang ihm im Januar 2009 bei einem Riesenslalom im Sugarbush Resort. Seit Januar 2010 nimmt er auch an Rennen im Nor-Am Cup teil. Am 20. März 2010 erzielte der damals 17-Jährige den sechsten Platz im Super-G der US-amerikanischen Meisterschaften und sicherte sich damit den Juniorenmeistertitel. Im selben Jahr gewann er mit zwei Siegen und vier zweiten Plätzen auch die Gesamtwertung des Eastern Cups, einer aus mehreren FIS-Rennen bestehenden Rennserie im Osten der USA. Von der Eastern Ski Writers Association wurde er daraufhin mit dem Goldenen Ski als bester Junior ausgezeichnet.
Nach diesen Erfolgen wurde Cochran-Siegle 2010 in das Nachwuchsteam des US-amerikanischen Skiverbandes aufgenommen. Am 12. Dezember 2010 feierte er im Super-G von Panorama seinen ersten Sieg im Nor-Am Cup. Bis zum Ende der Saison 2010/11 folgten weitere drei Siege und zwei zweite Plätze, womit er in der Gesamtwertung den dritten Platz erreichte, die Super-G-Wertung gewann und Zweiter in der Super-Kombinations-Wertung wurde. Bei den Juniorenweltmeisterschaften 2011 in Crans-Montana startete er in allen Disziplinen und erreichte als bestes Resultat den elften Platz im Super-G. 2011 wurde er zum zweiten Mal mit dem Goldenen Ski ausgezeichnet.
Nach seinem Aufstieg in den B-Kader des US-Skiteams gab Cochran-Siegle am 26. November 2011 in der Abfahrt von Lake Louise sein Debüt im Weltcup. In die Weltcup-Punkteränge fuhr er erstmals am 3. Dezember 2011, als er im Super-G in Beaver Creek den 29. Platz belegte. Bei den Juniorenweltmeisterschaften 2012 in Roccaraso gewann er die Goldmedaille in der Abfahrt und in der Kombination. Neben dem Weltcup kam Cochran-Siegle aber weiterhin hauptsächlich im Nor-Am Cup zum Einsatz. Er gewann in der Saison 2011/12 drei Super-G und eine Abfahrt und sicherte sich damit in beiden Disziplinen den Sieg in der Disziplinenwertung. Im Gesamtklassement blieb er mit insgesamt sieben Podestplätzen nur zehn Punkte hinter dem Kanadier Erik Read an zweiter Stelle.
Bei den Weltmeisterschaften 2013 in Schladming fuhr Cochran-Siegle im Super-G auf den 15. Platz. Aufgrund ungenügender Weltcupergebnisse kam er in der Saison 2013/14 hauptsächlich im Nor-Am Cup zum Einsatz, wobei er die Gesamtwertung für sich entschied. Er entschied sich dafür, in der Saison 2014/15 keine Rennen zu fahren, um sich von einer Meniskus-Transplantation zu erholen. Nach weiteren Auftritten im Europacup und im Not-Am Cup zu Beginn der Saison fuhr er im Februar 2016 erstmals Riesenslalom im Weltcup und konnte dort einige Wettkämpfe später auch seinen ersten Riesenslalom-Weltcuppunkt ergattern. Bei den US-amerikanischen Meisterschaften holte er überdies sowohl im Super-G als auch im Riesenslalom die Silbermedaille.
In der darauffolgenden Saison 2016/17 fuhr Cochran-Siegle regelmäßig bei Super-G- und Riesenslalom-Wettbewerben in die Punkteränge, sodass er am Ende der Saison im Gesamtweltcup den 83. Platz belegte, jedoch in den Weltcupwertungen seiner beiden Hauptdisziplinen jeweils einen Rang unter den besten 40 erreichte. Darüber hinaus fuhr der Amerikaner im Dezember 2016 bei einem Wettkampf in der Alpinen Kombination zum ersten Mal in seiner Weltcupkarriere einen Top-10-Platz ein. Überhaupt erreichte er in der Alpinen Kombination gute Ergebnisse, sodass er am Ende der Saison den 20. Platz in der Weltcupwertung dieser Disziplin belegte. Bei den Weltmeisterschaften 2017 erreichte er drei Top-30-Platzierungen. Er wurde außerdem nationaler Meister im Super-G.
Nach leichten Startschwierigkeiten in die Saison 2017/18 konnte Cochran-Siegle seine Leistungen aus dem Vorjahr weitestgehend bestätigen und leicht verbessern. Neben Super-G und Riesenslalom fuhr er nun auch Abfahrtsrennen. Bei den Olympischen Winterspielen 2018 erreichte er den 11., 14. und 23. Rang. Er wurde erneut nationaler Meister im Super-G und holte darüber hinaus auch die Goldmedaille in der Kombination. In der Weltcupsaison 2018/19 konnte Cochran-Siegle seine Leistungen erneut verbessern, am Ende der Saison belegte er den 53. Platz im Gesamtweltcup. Er erreichte nun auch gute Platzierungen in Abfahrtsrennen. Bei den Weltmeisterschaften 2019 verpasste er mit einem 11. und einem 12. Platz in Super-G und Abfahrt die Top-10-Ränge zweimal nur knapp. Außerdem verteidigte er seinen Titel als nationaler Meister im Super-G erneut.
In der Weltcupsaison 2019/20 konnte Cochran-Siegle sich stark steigern. Zwar erreichte er weiterhin keine Podestplätze, holte aber konstant Weltcuppunkte und mehrere Top-10-Platzierungen. Seine guten Leistungen bescherten ihm den 20. Rang in der Weltcupgesamtwertung, in der Abfahrt-Wertung wurde er 14. und in der Kombinations-Weltcupwertung erreichte er sogar einen Top-10-Platz. Im November 2020 erreichte er zwar zwei Medaillen bei den nationalen Meisterschaften, konnte aber seinen Super-G-Titel nicht erneut verteidigen.
Die Saison 2020/21 begann sehr gut für Cochran-Siegle. Am 19. Dezember 2020 konnte er mit dem 2. Rang beim Abfahrtsrennen auf der Saslong in Gröden seine erste Podiumsplatzierung im Weltcup holen. Zehn Tage später, am 29. Dezember 2020, gewann Cochran-Siegle mit dem Super-G auf der Pista Stelvio in Bormio zum ersten Mal ein Weltcuprennen. Im Januar 2021 stürzte er beim ersten Abfahrtsrennen auf der Streif in Kitzbühel und erlitt eine leichte Halswirbelfraktur. In der darauf folgenden Saison fand er sogleich wieder den Anschluss an die Weltspitze und klassierte sich sieben Mal unter den besten zehn. Bei den Olympischen Winterspielen 2022 gelang ihm eine Überraschung, als er im Super-G die Silbermedaille gewann – 50 Jahre nach der Slalom-Goldmedaille seiner Mutter.

## Erfolge

### Olympische Spiele
- Pyeongchang 2018: 11. Riesenslalom, 14. Super-G, 23. Abfahrt
- Peking 2022: 2. Super-G, 14. Abfahrt

### Weltmeisterschaften
- Schladming 2013: 15. Super-G
- St. Moritz 2017: 19. Alpine Kombination, 25. Riesenslalom, 28. Super-G
- Åre 2019: 11. Super-G, 12. Abfahrt, 18. Alpine Kombination, 21. Riesenslalom
- Courchevel 2023: 10. Alpine Kombination, 18. Super-G, 24. Abfahrt
- Saalbach-Hinterglemm 2025: 4. Team-Kombination, 7. Super-G, 13. Abfahrt

### Weltcup
- 3 Podestplätze, davon 1 Sieg:

| Datum             | Ort    | Land    | Disziplin |
| ----------------- | ------ | ------- | --------- |
| 29. Dezember 2020 | Bormio | Italien | Super-G   |

### Weltcupwertungen
| Saison  | Gesamt | Gesamt | Abfahrt | Abfahrt | Super-G | Super-G | Riesenslalom | Riesenslalom | Kombination | Kombination | Parallel | Parallel |
| Saison  | Platz  | Punkte | Platz   | Punkte  | Platz   | Punkte  | Platz        | Punkte       | Platz       | Punkte      | Platz    | Punkte   |
| ------- | ------ | ------ | ------- | ------- | ------- | ------- | ------------ | ------------ | ----------- | ----------- | -------- | -------- |
| 2011/12 | 131.   | 7      | –       | –       | 53.     | 7       | –            | –            | –           | –           | –        | –        |
| 2012/13 | 106.   | 23     | 52.     | 6       | 41.     | 11      | –            | –            | 27.         | 6           | –        | –        |
| 2016/17 | 83.    | 73     | –       | –       | 37.     | 16      | 38.          | 31           | 20.         | 26          | –        | –        |
| 2017/18 | 75.    | 67     | –       | –       | –       | –       | 33.          | 36           | 16.         | 31          | –        | –        |
| 2018/19 | 53.    | 145    | 43.     | 18      | 23.     | 47      | 26.          | 66           | 31.         | 14          | –        | –        |
| 2019/20 | 20.    | 375    | 14.     | 143     | 20.     | 58      | 20.          | 82           | 10.         | 70          | 24.      | 22       |
| 2020/21 | 22.    | 307    | 14.     | 136     | 10.     | 132     | 33.          | 39           | –           | –           | –        | –        |
| 2021/22 | 15.    | 385    | 10.     | 230     | 10.     | 151     | 56.          | 4            | –           | –           | –        | –        |
| 2022/23 | 29.    | 282    | 17.     | 149     | 18.     | 133     | –            | –            | –           | –           | –        | –        |
| 2023/24 | 24.    | 306    | 8.      | 208     | 19.     | 98      | –            | –            | –           | –           | –        | –        |
| 2024/25 | 28.    | 296    | 12.     | 176     | 19.     | 120     | –            | –            | –           | –           | –        | –        |

### Nor-Am Cup
- Saison 2010/11: 3. Gesamtwertung, 1. Super-G-Wertung, 2. Kombinationswertung
- Saison 2011/12: 2. Gesamtwertung, 1. Abfahrtswertung, 1. Super-G-Wertung, 10. Slalomwertung
- Saison 2013/14: 1. Gesamtwertung, 2. Abfahrtswertung, 3. Riesenslalomwertung, 3. Super-G-Wertung, 5. Kombinationswertung
- Saison 2015/16: 8. Gesamtwertung, 6. Riesenslalomwertung, 9. Super-G-Wertung
- Saison 2018/19: 5. Abfahrtswertung, 9. Super-G-Wertung
- 27 Podestplätze, davon 12 Siege:

| Datum             | Ort       | Land   | Disziplin    |
| ----------------- | --------- | ------ | ------------ |
| 12. Dezember 2010 | Panorama  | Kanada | Super-G      |
| 18. Februar 2011  | Aspen     | USA    | Super-G      |
| 19. März 2011     | Whistler  | Kanada | Super-G      |
| 20. März 2011     | Whistler  | Kanada | Super-G      |
| 6. Dezember 2011  | Nakiska   | Kanada | Super-G      |
| 7. Dezember 2011  | Nakiska   | Kanada | Super-G      |
| 12. Dezember 2011 | Panorama  | Kanada | Super-G      |
| 14. Februar 2012  | Aspen     | USA    | Abfahrt      |
| 11. März 2014     | Nakiska   | Kanada | Riesenslalom |
| 12. März 2014     | Nakiska   | Kanada | Riesenslalom |
| 19. März 2019     | Sugarloaf | USA    | Abfahrt      |
| 20. März 2019     | Sugarloaf | USA    | Super-G      |

### Juniorenweltmeisterschaften
- Crans-Montana 2011: 11. Super-G, 12. Kombination, 13. Riesenslalom, 33. Abfahrt, 35. Slalom
- Roccaraso 2012: 1. Abfahrt, 1. Kombination, 10. Slalom, 28. Riesenslalom

### Weitere Erfolge
- 4 US-amerikanische Meistertitel: Super-G 2017, 2018 und 2019; Alpine Kombination 2018
- US-amerikanischer Juniorenmeister im Super-G 2010
- 13 Siege in FIS-Rennen